# Eptesicus ulapesensis
Eptesicus ulapesensis és una espècie de ratpenat de la família dels vespertiliònids. És endèmic del nord-oest de l'Argentina (províncies de La Rioja i Mendoza). El seu hàbitat natural són els boscos secs amb matolls i vegetació espinosa. Té una llargada total de 93–115 mm i els avantbraços de 41–45,8 mm. El seu nom específic, ulapesensis, significa 'd'Ulapes' en llatí.